# Pelecia
Pelecia là một chi bướm đêm thuộc họ Erebidae.